# Савіцький Андрій Андрійович
Андрій Андрійович Савіцький (нар. 22 березня 2001, Знам'янка, Кіровоградська область, Україна) — український футболіст, нападник.

## Життєпис
Народився в місті Знам'янка, Кіровоградська область. Вихованець місцевої ДЮСШ «Геоід-Мрія», перший тренер — Валерій Олексійович Лень. Потім виступав у юнацьких змаганнях Кіровоградської області в знам'янських командах ДЮСШ та «ДЮСШ-Мрія». З 2012 року грав за кропивницьку «Зірку». У ДЮФЛУ за команду обласного центру зіграв 61 матч, у футболці якої відзначився 28-ма голами.
Починаючи з сезону 2017/18 років залучався до тренувань першої команди «Зірки». Влітку 2018 року продовжив угоду з клубом. Дебютував у футболці кропивницької команди 22 липня 2018 року в програному (0:2) виїзному поєдинку 1-го туру Першої ліги України проти луцької «Волині». Андрій вийшов на поле на 90-ій хвилині, замінивши Олексія Збуня. Загалом у першій лізі зіграв 8 матчів. На початку березня 2019 року перейшов до «Олександрії», але грав виключно за юнацьку (U-19) команду клубу. Влітку 2020 року повернувся до «Зірки», за яку виступав в аматорському чемпіонаті України.
Наприкінці вересня 2020 року підписав контракт з «Металістом 1925». Дебютував у футболці харківського клубу 5 жовтня 2020 року в нічийному (0:0) домашньому поєдинку 5-го туру Першої ліги України проти житомирського «Полісся». Савіцький вийшов на поле на 71-ій хвилині, замінивши Антона Калайтана.

## Досягнення
«Металіст 1925»:
 Бронзовий призер Першої ліги України: 2020/21